# Reckenfeld
Reckenfeld (plattdeutsch Riäkenfeld) ist ein Ortsteil der Stadt Greven im Kreis Steinfurt in Nordrhein-Westfalen. In Reckenfeld leben rund 23 % aller Einwohner von Greven.
Reckenfeld liegt am Münsterländer Kiessandzug, einer eiszeitlichen Geländeformation.

## Geschichte
Reckenfeld ist aus dem im Ersten Weltkrieg gebauten „Nahkampfmitteldepot Hembergen“ entstanden. Das Munitionsdepot bestand aus über 200 Munitionsschuppen, mehreren Verwaltungsgebäuden und einigen sonstigen Einrichtungen. Das Depot wurde durch einen Gleisanschluss an die Staatsbahn Münster–Rheine angebunden; im Depot lagen 22,6 Kilometer Normalspurgleise, die bis zu den Schuppen führten. Noch während des Krieges rollten Munitionszüge mit Nahkampfmitteln an. Nach Ende des Krieges wurden große Mengen Sprengstoffe eingelagert, die zum Teil im Depot vernichtet werden mussten.
Auf Grund der Bestimmungen des Versailler Vertrages sollte das Depot vernichtet werden. Die Reichsbehörden in Berlin handelten zwar nicht wirtschaftlich, jedoch effektiv: sie verkauften das Depot an eine (wahrscheinlich) für diesen Zweck gegründete Eisenhandelsgesellschaft Ost. Danach leitete die neue Besitzerin die Besiedlung ein. Ab Mitte der 1920er Jahre wurden die ehemaligen Schuppen von den Eigentümern zu Wohnhäusern um- und ausgebaut. Aus den Schienentrassen entstanden Wege und Straßen. Noch heute sind viele der Schuppen als solche zu erkennen; die Laderampen der Schuppen wurden zu Hauseingängen oder Erkern ausgebaut.
Bei Sicht aus der Vogelperspektive fällt die Gliederung Reckenfelds in vier größere Wohneinheiten auf, die noch aus den Einzeldepots A, B, C und D stammen. Reckenfeld hat sich in den letzten Jahrzehnten durch weitere Wohngebiete erheblich vergrößert, doch die Struktur eines gegliederten Munitionsdepots ist immer noch zu erkennen.

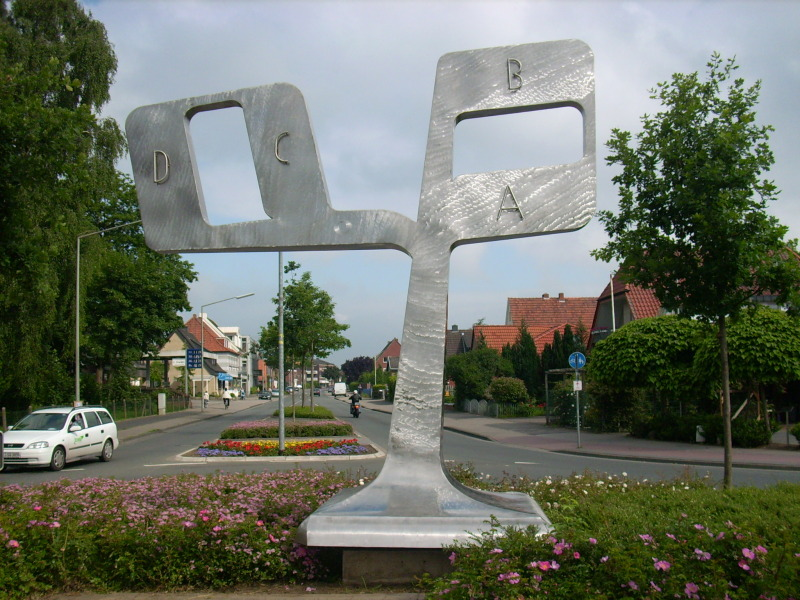
Historische Skulptur auf dem ersten Kreisel in Reckenfeld. Die Skulptur stellt die Wohnsiedlungen A, B, C und D dar, die als Einzeldepots eines im Ersten Weltkrieg gebauten Nahkampfmitteldepots – aus dem Reckenfeld entstanden ist – gebaut wurden.

 In Reckenfeld steht seit dem 2. Juni 2007 auf dem ersten gebauten Kreisverkehr eine von Dieter Heilers geschaffene Skulptur. Diese Skulptur ist eng mit der Entstehungsgeschichte Reckenfelds verbunden.

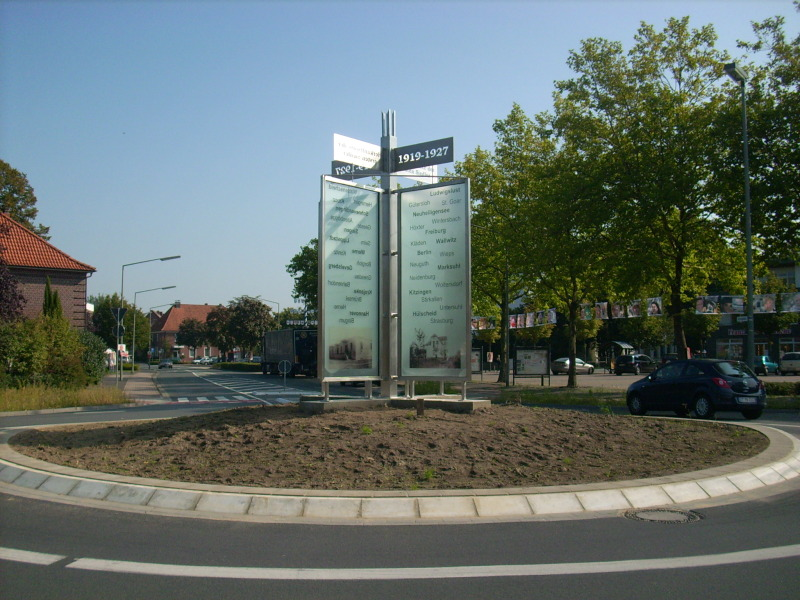
Historische Skulptur auf dem Kreisel in der Ortsmitte von Reckenfeld. Die Skulptur besteht aus Edelstahl und Sicherheitsglas. Auf den vier Glastafeln sind 80 Städte/Orte verzeichnet, aus denen die ersten Siedler in der Zeit von 1919 bis 1927 nach Reckenfeld kamen.

Am 13. September 2009 wurde auf einem weiteren Kreisverkehr in Reckenfelds Ortsmitte eine weitere Skulptur aufgestellt, die ebenfalls einen geschichtlichen Hintergrund hat.

## Vereine
- ReBüVe Reckenfelder Bürgerverein e. V.
- archedales e. V. – Verein zur Förderung des Dales Ponies
- Münsterländische Freilichtbühne Greven-Reckenfeld e. V.
- SC Reckenfeld 1928 e. V. (u. a. Fußball, Volleyball, Tischtennis, Indiaca und Kegeln) (seit der Saison 2020/21 in der 2. Bundesliga Nord)
- Handballfreunde Reckenfeld/Greven 05 e. V.
- Tennisclub Grün-Weiß Reckenfeld 1971 e. V.
- Behindertensportgemeinschaft Reckenfeld
- Schachfreunde Reckenfeld 1957 e. V.
- RE-KA-GE Reckenfelder Karnevalsgesellschaft e. V.
- Ka-Ki-V Karneval Kirchlicher Vereine
- Kolpingfamilie Reckenfeld
- Reckenfelder Blasorchester e. V.
- Posaunenchor Reckenfeld
- Männerchor Liedertafel Reckenfeld 1935 e. V.
- Spielmannszug Eintracht Reckenfeld 1928 e. V.
- Schützenverein Eintracht 1926 Reckenfeld e. V.
- Schützenbruderschaft Sankt Hubertus Reckenfeld 1951 e. V.
- Kunst- und Kulturverein „Reckenfelder Treff“ e. V.
- Taubenverein „Gut Flug“ Reckenfeld
- Verein für Deutsche Schäferhunde, Ortsgruppe Reckenfeld
- Sozialverband VdK, Ortsverband Reckenfeld
- Freiwillige Feuerwehr Greven, Löschzug Reckenfeld
- Pfadfinder DPSG St. Franziskus Reckenfeld

## Bürgerhaus
Im September 2024 wurde in Reckenfeld das neue Bürgerhaus eröffnet. Das Gebäude wurde 1934 als Schulgebäude errichtet. Die Schule stand einige Zeit leer, bis sie teilabgerissen wurde. Ein Teil, der stehengeblieben ist, wurde komplett kernsaniert und steht nun als Bürgerhaus zur Verfügung.
Das Bürgerhaus wird von der Stadt Greven in Zusammenarbeit mit dem ReBüVe verwaltet. Hier finden verschiedene Veranstaltungen statt. Neben offenen Veranstaltungen wie der "Handy- und Tabletsprechstunde Reckenfeld" oder auch dem "Reckenfelder Spieleabend" treffen sich auch bestehende Vereine, wie z. B. die RE-KA-GE in geschlossenen Runden in den Räumlichkeiten.
Um nicht in Konkurrenz mit der lokalen Gastronomie zu treten, steht das Bürgerhaus nicht für private Feiern und gewerbliche Zwecke zur Verfügung.

## Historische Radtour
Die Stadt Greven (Stadtarchiv) hat im Jahr 2000 aus Anlass des 75-jährigen Bestehens des Ortes eine Radtour durch Reckenfeld erarbeitet, die an historischen Punkten vorbeiführt. Sie hat eine Länge von etwa 10 Kilometern.

## Wirtschaft
In Reckenfeld befindet sich ein Paketzentrum der Post mit rund 450 Mitarbeitern.

## Verkehr
Reckenfeld liegt im Bereich der Verkehrsgemeinschaft Münsterland. Am nordöstlichen Rand führt die B481 vorbei.
Der Bahnhof Reckenfeld (vor 5. Oktober 1930: Hembergen), offiziell nur ein Haltepunkt, liegt an der Bahnstrecke Münster–Rheine, etwa einen Kilometer östlich von der Ortsmitte (Kirchplatz) entfernt. Dort halten wochentags Züge der Linie RB 65 im angenäherten Halbstundentakt. An Samstagen sowie an Sonn- und Feiertagen gilt hier der Stundenrhythmus. Zusätzlich halten in Reckenfeld einzelne Züge der Linie RE 15.
| Linie | Verlauf | Takt                   |
| ----- | --- | ---------------------- |
| RE 15 | Emsland-Express: (Emden Außenhafen –) (nur bei Schiffsverkehr) Emden Hbf – Leer (Ostfriesl) – Papenburg (Ems) – Aschendorf – Dörpen – Lathen – Haren (Ems) – Meppen – Geeste – Lingen (Ems) – Leschede – Salzbergen – Rheine – (Rheine-Mesum –)* Emsdetten – (Reckenfeld –)* Greven (← (Münster Zentrum Nord –)* Münster (Westf) Hbf * nur einzelne Züge Stand: Fahrplanwechsel Dezember 2023 | 60 min                 |
| RB 65 | Ems-Bahn: Rheine – Rheine-Mesum – Emsdetten – Reckenfeld – Greven – Münster-Sprakel – Münster Zentrum Nord – Münster (Westf) Hbf Stand: Fahrplanwechsel Dezember 2021 | 60 min 25/35 min (HVZ) |

Die Stadtbuslinie 250 verbindet Reckenfeld mit Greven (Montag – Freitag und bis Samstagmittag). Am Samstagnachmittag und an Sonn- und Feiertagen werden keine Busfahrten angeboten.
Im Schülerverkehr verkehren Busse Richtung Saerbeck (169), Emsdetten ~ Nordwalde (176) und Emsdetten ~ Burgsteinfurt (R 75).

## Bildergalerie

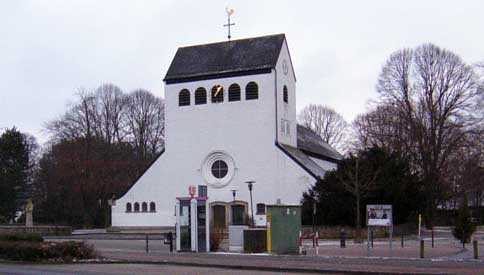
Katholische St. Franziskus-Kirche
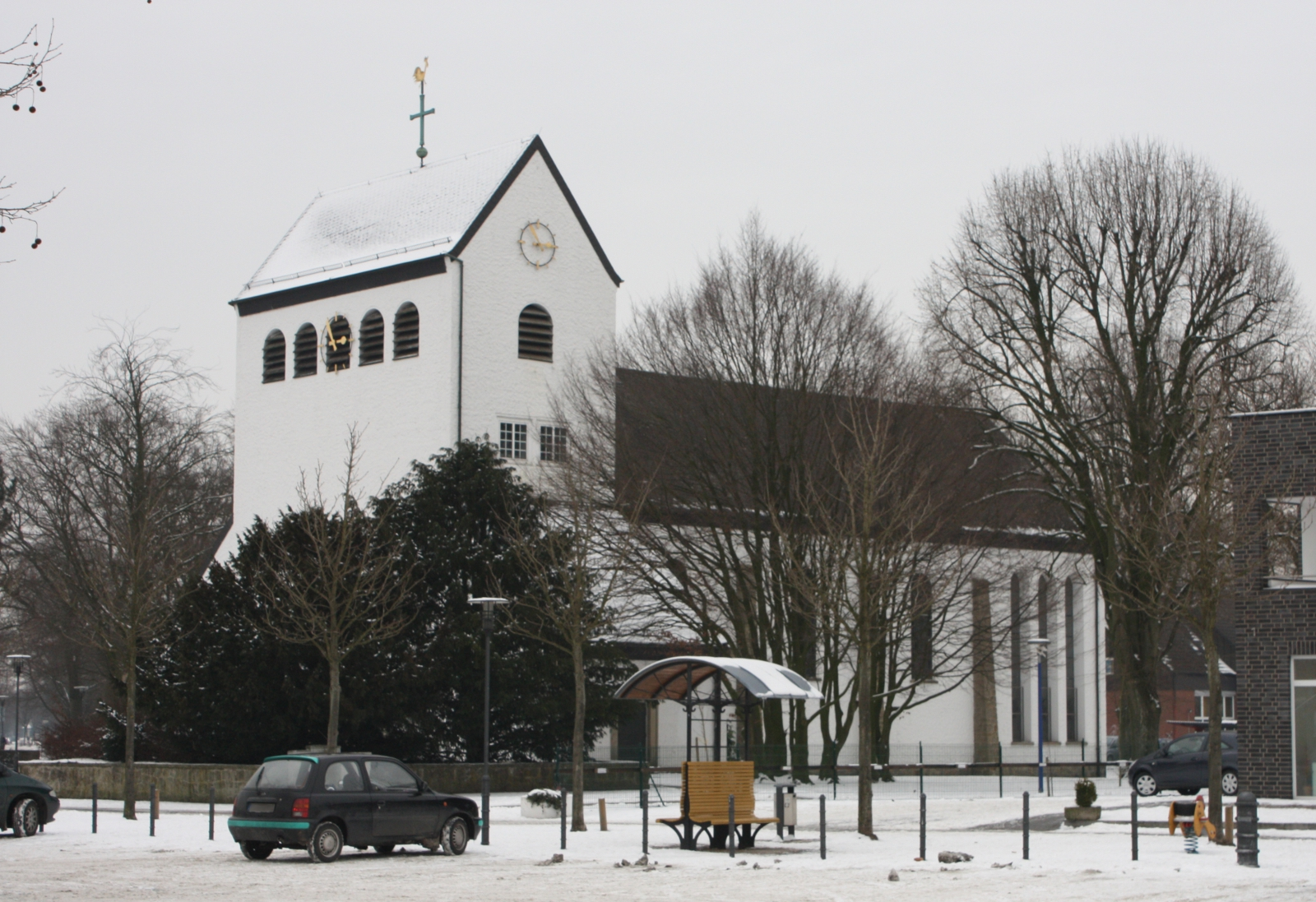
Katholische St. Franziskus-Kirche (27. Januar 2010)
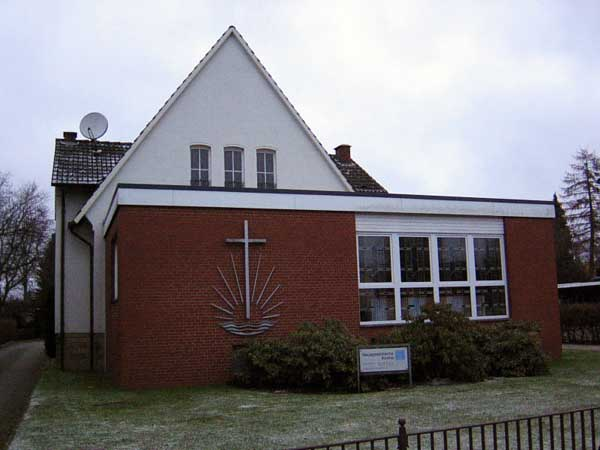
Neuapostolische Kirche
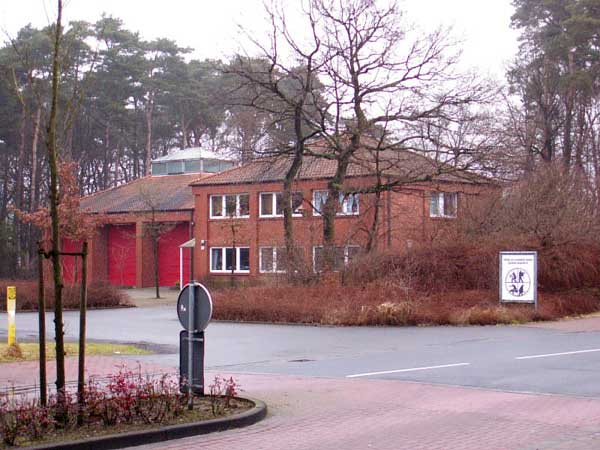
Feuerwehrhaus an der Bahnhofstraße

## Trivia
Aufgrund seiner Historie als Siedlung, die aus einem Munitionsdepot hervorging, seines Strebens zu politischer Eigenständigkeit als Ortsteil gegenüber der dominanteren Kernstadt Greven sowie wegen seines eingeschränkten, als provinziell wahrgenommenen Angebots in Kultur und Einzelhandel wurde Reckenfeld in der Vergangenheit ironisch-abwertend wiederholt auch als „Schreckenfeld“ bezeichnet. Auch die Heterogenität der nach dem Ersten Weltkrieg neu zugezogenen Reckenfelder Bevölkerung, überwiegend Siedler aus den früheren Ostgebieten des Landes mit größeren Anteilen evangelischer Bevölkerung in einer katholisch geprägten Region, dürfte zum Schmähruf beigetragen haben, ebenso Wahlergebnisse in den Jahren der Weimarer Republik mit erheblichen Stimmergebnissen für die KPD oder die NSDAP.
Im Grevener Volksmund verbreitet ist auch die ursprünglich abwertend gedachte Bezeichnung „Reckitecki“ für Reckenfeld; diese wird inzwischen allerdings häufig selbstironisch von der Reckenfelder Bevölkerung aufgegriffen, beispielsweise im örtlichen Karneval.